# Banshee (TV-serie)
Banshee är en amerikansk dramaserie skapad av Jonathan Tropper och David Schickler. Serien började sändas 11 januari 2013 på TV-kanalen Cinemax. 

## Handling
Serien handlar om en exfånge som är sheriff i staden Banshee, där ingenting är som det ser ut.

## Roller
- Antony Starr som Lucas Hood - En exfånge som poserar sheriff i staden Banshee. Han gömmer sig för Mr. Rabbit som han 15 år tidigare stal ifrån.
- Ivana Miličević som Carrie Hopewell - Lucas gamla partner och älskare.
- Ulrich Thomsen som Kai Proctor - Ledaren av en kriminell organisation i Banshee.
- Frankie Faison som Sugar Bates - En före detta boxare och exfånge, som nu äger en bar. Han är Hoods vän.
- Hoon Lee som Job - En transvestit och hackare som är Hoods vän.
- Rus Blackwell som Gordon Hopewell - Carries nuvarande make.
- Daniel Ross Owens som Dan Kendall - Banshees borgmästare.